# Храм Марона Пустынника в Старых Панех

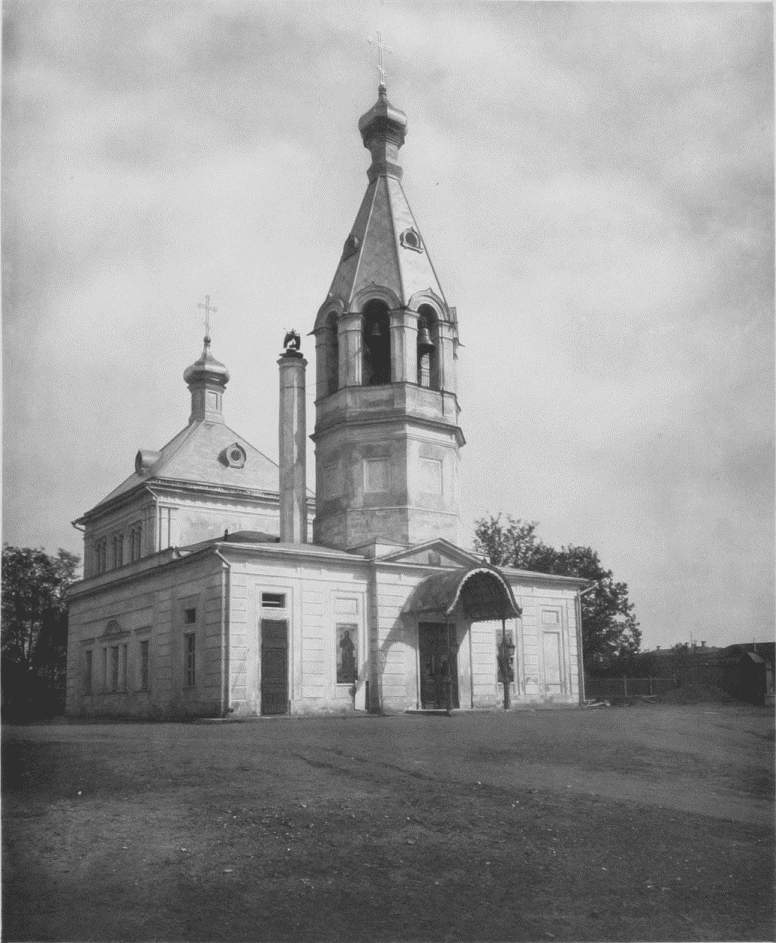
Фотография из альбома Николая Найдёнова 1882 года

Храм Преподобного Марона Пустынника (Храм Благовещения Пресвятой Богородицы в Старых Панех) — приходской православный храм в районе Якиманка города Москвы. Относится к Московской епархии Русской православной церкви. Известен тем, что здесь в 1885 году была открыта первая в Москве церковно-приходская школа.

## История
Первое упоминание о храме встречается в 1642 году в царствование Михаила Федоровича при патриархе Иосифе; он был известен как храм Благовещения «что в Бабьем городке».
12 июня 1730 года указом императрицы Анны Иоанновны велено строить тёплую каменную церковь Благовещения с Мароновским приделом. Во исполнение «Высочайшего указа» в течение 1731—1747 годов возведён каменный двупрестольный храм с колокольней.
Во время Отечественной войны 1812 года храм сильно пострадал, был осквернён, и некоторое время богослужения в храме не совершались.
В 1831 году на средства купцов Лепёшкиных был восстановлен храм и выстроена новая двупрестольная трапезная.
Полное освящение храма было совершено 29 октября 1844 года митрополитом Московским Филаретом (Дроздовым).
В храме был один из лучших в Москве подбор колоколов, на которых звонил известный московский звонарь Константин Сараджев. Послушать его звон собирались многие музыканты Москвы.
В 1930-м году храм был закрыт. К 1990-м годам здание церкви было полуразрушено, ограда сломана. В стене храма были пробиты ворота для автомашин, пристроены трубы. Внутри размещались мастерские по ремонту автомашин. Разрушены купола, отсутствовало отопление и оконные рамы. Четверик был разделён на четыре этажа.
В таком состоянии в 1992 году храм возвращён Русской православной церкви.
С 1993 года в храме активно ведутся реставрационные работы под руководством настоятеля — отца Александра Марченкова.
В 2001 году храм стал победителем в московском конкурсе лучших результатов реставрации и реконструкции памятников архитектуры.

## Духовенство
- Настоятель храма — протоиерей Александр Марченков
- Протоиерей Анатолий Варнавский
- Иерей Андрей Нырков
- Иерей Андрей Алексейчук[3].